# Малашкін Леонід Дмитрович
Малашкін Леонід Дмитрович (1842, Рязань — 29 січня [11 лютого] 1902, Москва) — російський композитор, диригент, піаніст і виконавець на фісгармонії. За іншими відомостями народився 13 березня 1843.

## Біографія
Навчався на юридичному факультеті Московського університету. Музичну освіту здобув в Берліні. Повернувшись в 1870 році в Петербург, виступив як диригент і композитор. Гастролював в Європі з російським репертуаром — зокрема, в 1872 диригував у Берліні концертом з творів Глінки, Даргомижського і своїх власних (на симфонію Малашкіна «Життя артиста» бельгійський рецензент відгукувався як про «скоріше повної добрими намірами, ніж цікавої»). З 1877 року диригент Київської опери. У 1879 році в Києві була поставлена опера Малашкіна «Ілля Муромець», виконувалася також симфонія мі бемоль мажор, — обидва твори, згідно літературі XIX століття, не користувалися успіхом. Викладав спів у Київській духовній семінарії, з 1888 року жив к Москві, останні роки життя провів в Новоспаському монастирі.
У творчому доробку Малашкіна найбільше значення мали романси, в тому числі «Не скажу нікому» (на слова О. В. Кольцова), «Чи чую я голос твій» (на слова М. Ю. Лермонтова), «Серп», «Не страшна мені Волга-матінка», "Де ви, дні мої весняні ". Особливою популярністю користувався романс «О, якщо б міг висловити в звуці» (на вірші Г. А. Лишина), який входив до репертуару Федора Шаляпіна, Марка Рейзена, Юрія Гуляєва, Миколи Гедди, Бориса Штоколова, Сергія Захарова, Олега Погудіна та ін. значного поширення мали його хори «Херувимська», «Світе ясний» і ін. Серед інших творів Малашкіна — симфонія № 2 на російські народні теми, два струнних квартети, траурний марш та ін. Малашкін також обробив для чотириголосного хору коло церковних піснеспівів по наспіви Києво Печерської лаври, збирав і аранжував російські народні пісні.